# Cryptazeca vasconica
Cryptazeca vasconica is een slakkensoort uit de familie van de Ferussaciidae. De wetenschappelijke naam van de soort is voor het eerst geldig gepubliceerd in 1894 door Kobelt.